# 部分酸化法
部分酸化法（ぶぶんさんかほう、英: Partial oxidation）は化学反応の一種であり、改質器内で炭化水素系燃料と空気の混合物が部分的に燃焼されることにより、水素に富んだ合成ガスが生成される。「熱部分酸化」（TPOX）と「触媒部分酸化」（CPOX）に区別される。

## 原理
部分酸化法は技術的に成熟しており、発熱反応であり、天然ガスまたは重質炭化水素燃料（加熱油）を限られた量の酸素と混合させる。
- 全体反応: {\displaystyle {\ce {{C_{\mathit {n}}H_{\mathit {m}}}+{\frac {\mathit {n}}{2}}{O2}->{\mathit {n}}{CO}+{\frac {\mathit {m}}{2}}H2}}}
- 重炭化水素における理論反応:  {\displaystyle {\ce {{C12H24}+ 6O2 -> {12CO}+ 12H2}}}
- 石炭における理論反応: {\displaystyle {\ce {{C24H12}+ 12O2 -> {24CO}+ 6H2}}}

石炭および灯油について与えられた上記の式はこれらの複雑な燃料の典型的な代表例を示すにすぎない。水（水蒸気）を添加して燃焼温度を下げそして煤の生成を減らすことができる。一部の燃料は二酸化炭素と水に完全に燃焼しているため、収量は化学量論量を下回る。

## 工業的製法
工業的製法としては原料である石炭などの固体燃料や原油残渣などを加熱し、空気もしくは酸素と混合させて高温条件下（約1300 ℃）で部分的に燃焼させ、水素を主成分とする粗ガスを製造する。
触媒を使用せず原料に対する柔軟性があることから、H/C比が小さい重質油や残渣油などの硫黄分を多く含む原料のガス化に活用されている。硫黄分や塩化水素など、不純物は後工程で除去される。

## 熱部分酸化 (TPOX)
熱部分酸化 (英: Thermal partial oxidation) における反応温度は空燃比または酸素-燃料比に依存する。典型的な反応温度は1200 ℃以上である。

## 触媒部分酸化 (CPOX)
触媒部分酸化（英: Catalytic partial oxidation）では触媒を使用することで、必要な温度が約800 ℃から900 ℃に低下する。
触媒技術の選択は、使用されている燃料の硫黄含有量に依存する。硫黄分が50 ppm未満の場合、CPOXを使用できる。硫黄含有量が多いと触媒に悪影響を与える可能性があるため、このような燃料にはTPOXを使用する。しかし最近の研究によると、CPOXは400 ppmまでの硫黄分で可能であることが示されている。

## 水蒸気改質法との比較
炭化水素系燃料から水素ガスを生成するには水蒸気改質法が古くから用いられており、こちらのほうが水素の収率も高い。
部分酸化法の利点は起動時間に優れ、小型化が可能なところである。東北大学の高村仁らの研究によると、1 kW級の燃料電池が必要とする毎分10Lの水素を生成するには水蒸気改質法では容量20 Lの改質器が必要なところ、触媒部分酸化法により6 cm角 (0.22 L) の改質器で生成できることを確認した。この改質器は耐熱ステンレス製セパレータとセリウム酸化物を主原料とした酸素透過膜で構成されており、780 ℃まで加熱しても割れることがない。
JPEC横浜研究室の研究によると、白灯油を水素源とするPEFCによる 1kW級の燃料電池を試作したところ、部分酸化反応が安定するまで5-8分と短時間であり、500時間連続稼働させても反応は安定しており、1000時間以上の稼働が見込めるとの結論が得られた。

## 歴史
1926年 – イリノイ大学のVandeveerとParrは空気を酸素で置き換えた。

## 参照
1. ↑  Comtec Quest (2018年10月23日). “部分酸化法と水蒸気改質法”. 2018年12月27日閲覧。
2. ↑  Florian Nagel (2008). Electricity from wood through the combination of gasification and solid oxide fuel cells (Ph.D. thesis). Swiss Federal Institute of Technology Zurich. doi:10.3929/ethz-a-005773119。
3. ↑  東北大学大学院工学研究科・工学部 高村研究室. “酸素透過膜型水素製造システムの開発”. 2018年12月27日閲覧。
4. ↑  安斉巌、水野康、定兼修、杉浦行寛、犬飼敏男、上野精一（新燃横浜研究室） (2005年). “部分酸化改質法による水素製造技術の開発” (PDF). 2018年12月27日閲覧。
5. ↑  Frank G. Kerry (2007). Industrial Gas Handbook: Gas Separation and Purification. CRC Press. pp. 230. ISBN 9781420008265

## 参考
- 水素ガス生成
- 水蒸気改質
- 合成ガス
- PROX
- 小型改質器